# Liste der Bodendenkmäler in Sailauf
Auf dieser Seite sind die Bodendenkmäler in der unterfränkischen Gemeinde Sailauf zusammengestellt. Diese Tabelle ist eine Teilliste der Liste der Bodendenkmäler in Bayern. Grundlage ist die Bayerische Denkmalliste, die auf Basis des Bayerischen Denkmalschutzgesetzes vom 1. Oktober 1973 erstmals erstellt wurde und seither durch das Bayerische Landesamt für Denkmalpflege geführt wird. Die folgenden Angaben ersetzen nicht die rechtsverbindliche Auskunft der Denkmalschutzbehörde.

## Bodendenkmäler der Gemeinde

### Bodendenkmäler in der Gemarkung Eichenberg
| Lage                                 | Objekt | Akten-Nr.     | Bild           |
| ------------------------------------ | --- | ------------- | -------------- |
| Eichenberg (Standort)                | Spätmittelalterliche bis frühneuzeitliche Körpergräber. Siehe auch: Körpergrab                                                            | D-6-5921-0025 |                |
| Eichenberg Hauptstraße 2a (Standort) | Archäologische Befunde im Bereich der profanierten frühneuzeitlichen Kirche St. Wendelin von Eichenberg. Siehe auch: Eichenberg (Sailauf) | D-6-5921-0155 | weitere Bilder |
| Eichenberg Hauptstraße 62 (Standort) | Archäologische Befunde im Bereich der frühneuzeitlichen Marienkapelle bei Eichenberg.                                                     | D-6-5921-0157 | weitere Bilder |

### Bodendenkmäler in der Gemarkung Laufach
| Lage               | Objekt                           | Akten-Nr.     | Bild |
| ------------------ | -------------------------------- | ------------- | ---- |
| Laufach (Standort) | Bergbauareal der frühen Neuzeit. | D-6-5921-0053 |      |

### Bodendenkmäler in der Gemarkung Sailaufer Forst
| Lage                       | Objekt                                     | Akten-Nr.     | Bild |
| -------------------------- | ------------------------------------------ | ------------- | ---- |
| Sailaufer Forst (Standort) | Neuzeitliches Pingenfeld Siehe auch: Pinge | D-6-5921-0048 |      |

### Bodendenkmäler in der Gemarkung Sailauf
| Lage                           | Objekt | Akten-Nr.     | Bild           |
| ------------------------------ | --- | ------------- | -------------- |
| Sailauf Kirchberg 8 (Standort) | Archäologische Befunde im Bereich der frühneuzeitlichen Kirche St. Vitus von Sailauf mit zwei mittelalterlichen Vorgängerbauten sowie Bestattungen im ummauerten Kirchhof. Siehe auch: neuzeit, mittelalter | D-6-5921-0022 | weitere Bilder |
| Sailauf (Standort)             | Grabhügel vorgeschichtlicher Zeitstellung. Siehe auch: Hügelgrab | D-6-5921-0023 |                |
| Sailauf (Standort)             | Neuzeitliches Pingenfeld. | D-6-5921-0055 |                |
| Sailauf (Standort)             | Archäologische Befunde im Bereich des frühneuzeitlichen ehemalige Schlosses Weiberhof mit mittelalterlichem Vorgängerbau. Siehe auch: Weiberhof                                                             | D-6-5921-0152 | weitere Bilder |